# فقیهی
فقیهی می‌تواند به افراد زیر اشاره کند:
- محسن فقیهی، مجتهد ایرانی
- محمدمهدی فقیهی، روحانی ایرانی و از مشاوران رهبر ایران و سردبیر روزنامهٔ انتخاب
- مصطفی فقیهی، مدیرمسئول سابق و صاحب امتياز فعلي پایگاه خبری «انتخاب»
- علی‌اصغر فقیهی، معلم، نویسنده و تاریخ‌پژوه ایرانی